# Damas-et-Bettegney
Damas-et-Bettegney är en kommun i departementet Vosges i regionen Grand Est (tidigare regionen Lorraine) i nordöstra Frankrike. Kommunen ligger i kantonen Dompaire som tillhör arrondissementet Épinal. År 2022 hade Damas-et-Bettegney 384 invånare.

## Befolkningsutveckling
Antalet invånare i kommunen Damas-et-Bettegney
| Referens: INSEE |